# Glenea miwai
Glenea miwai är en skalbaggsart. Glenea miwai ingår i släktet Glenea och familjen långhorningar.

## Underarter
Arten delas in i följande underarter:
- G. m. miwai
- G. m. gressitti